# Alain-Adrien Fournier
Pour les articles homonymes, voir Alain Fournier et Fournier.
Alain-Adrien Fournier, né le 1er avril 1931 à Coutances, et mort le 19 mai 1983 au Plessis-Robinson, est un artiste peintre, aquarelliste et un graveur français.

## Biographie
Alain-Adrien Fournier est né le 1er avril 1931 à Coutances, rue du Palais de justice.
Deux ans après sa naissance, ses parents s’installent à Paris. Il est élève dans la capitale d'Édouard Goerg et de Maurice Brianchon à l'École des Beaux-Arts. Il reçoit un Prix de Rome en 1957. Il a un fils, Antoine Fournier et une fille, Valentine Fournier .
Alain-Adrien Fournier meurt le 19 mai 1983 au Plessis-Robinson.

## Œuvres
- Cavaliers sur la plage, gouache[4]
- Chalutier au port[4]

## Expositions
- 1972 : Paris, Emmanuel David[5].
- 2015 : exposition posthume, Agon-Coutainville[3]
- 2016 : exposition posthume, Musée Quesnel-Morinière[6]